# Hymn Tunezji
Ħumāt el-ħimá (pol. „Gorliwi obrońcy”) – hymn państwowy Tunezji. Został przyjęty po obaleniu monarchii w 1957, zastąpiony przez inną pieśń w 1958 roku, a po zamachu stanu 1987 roku przyjęty ponownie. Powszechnie przyjmuje się, że muzykę skomponował Muhammad Abd al-Wahhab, jednak z badań tunezyjskiego muzykologa Salaha El Mahdiego wynika, że kompozytorem był Ahmed Kheireddine. Słowa napisali Mustafa Sadik ar-Rafii oraz Abul-Kasim Eszebbi. Jeśli okoliczności wymagają skrócenia hymnu, wykonywany jest najpierw refren, następnie połowa trzeciej zwrotki (tzn. bez powtórzonych wierszy) i ponownie refren.

## Oficjalne słowa hymnu
Refren:
Ħumāt el-ħimá yā ħumāt el-ħimá
Halummū halummū li-majdi iz-zaman
Laqad ṣarakhat fī ‘urūqinā ed-dimā
Namūtu namūtu wa-yaħyā el-waṭan
Li-tadwi is-samāwātu bi-ra‘dihā
Li-tarmi iṣ-ṣawā‘iqu nīrānahā
Ilá ‘izzi Tūnis ilá majdihā
Rijāl el-bilādi wa-shubbānahā
Fa-lā ‘āsha fī Tūnis man khānahā
Wa-lā ‘āsha man laysa min jundihā
Namūtu wa-naħyā ‘alá ‘ahdihā
Ħayāt al-kirāmi wa-mawt el-‘iẓām
Refren
Wa-rithnā es-sawā‘ida bayn el-’umam
Ṣukhūran ṣukhūran ka-hadhā el-binā’
Sawā‘idu yahtazzu fawqahā el-‘alam
Nubāhī bihi wa-yubāhī binā
Wa-fīhā kafā lil-‘ulá wa-el-himam
Wa-fīhā ḍamānun li-nayli il-muná
Wa-fīhā li-’a‘dā’i Tūnis niqam
Wa-fīhā li-man sālamūnā es-salām
Refren
Idhā ash-sha‘bu yawman arāda el-ħayāh
Fa-lā budda an yastajīb el-qadar
Wa-lā budda lil-layli an yanjalī
Wa-lā budda lil-qaydi an yankasir
Idhā ash-sha‘bu yawman arāda el-ħayāh
Fa-lā budda an yastajīb el-qadar
Wa-lā budda lil-layli an yanjalī
Wa-lā budda lil-qaydi an yankasir
Refren

## Tłumaczenie
Refren:
Gorliwi obrońcy, o gorliwi obrońcy,
Śpieszcie się, śpieszcie, ku chwale czasów!
Krew w naszych żyłach zawołała,
Umieramy, umieramy, a Ojczyzna żyje.
Niech niebo rozbrzmiewa grzmotami,
Niech uderzają ogniste pioruny!
Dla chwały Tunezji, dla jej chwały,
Zgromadźcie się, mężowie i młodzieży!
Nie ma w Tunezji miejsca dla zdrajców,
Ani nie przeżyje, kto by za nią nie walczył.
Umieramy i żyjemy wierni jej wartościom,
Życie w godności, śmierć w chwale.
Refren
Pośród narodów odziedziczyliśmy ramiona
Z kamienia, z kamienia, niczym potężny gmach.
Ramiona, które wznoszą wysoko flagę,
My chlubimy się nią, a ona chlubi się nami.
Które spełniają wzniosłe zamierzenia,
Które urzeczywistniają nasze nadzieje,
Które niosą wrogom Tunezji zagładę,
Które ofiarowują jej przyjaciołom pokój.
Refren
Gdy ludzie będą chcieli żyć,
Los będzie musiał odpowiedzieć,
Noc będzie musiała się skończyć,
Łańcuchy będą musiały zostać zerwane.
Gdy ludzie będą chcieli żyć,
Los będzie musiał odpowiedzieć,
Noc będzie musiała się skończyć,
Łańcuchy będą musiały zostać zerwane.
Refren